# 1983-as magyar teniszbajnokság
Az 1983-as magyar teniszbajnokság a nyolcvannegyedik magyar bajnokság volt. A bajnokságot szeptember 18. és 25. között rendezték meg Budapesten, a Dózsa margitszigeti teniszstadionjában.

## Eredmények
| Versenyszám  | Arany                                    | Arany | Ezüst                                          | Ezüst | Bronz                                     | Bronz |
| ------------ | ---------------------------------------- | ----- | ---------------------------------------------- | ----- | ----------------------------------------- | ----- |
| Férfi egyéni | Kiss Sándor Bp. Spartacus                |       | Benyik János Újpesti Dózsa                     |       | Lázár Vilmos MTK-VM                       |       |
| Női egyéni   | Bartos Csilla Bp. Spartacus              |       | Temesvári Andrea Bp. Spartacus                 |       | Németh Anna BSE                           |       |
| Férfi páros  | Kiss Sándor, Guti János Bp. Spartacus    |       | Benyik János, ifj. Gulyás István Újpesti Dózsa |       | Csépai Ferenc, Lázár Vilmos MTK-VM        |       |
| Női páros    | Rózsavölgyi Éva, Kiss Nóra Újpesti Dózsa |       | Szikszay Réka, Ritecz Andrea Bp. Spartacus     |       | Németh Anna, Budai Judit BSE              |       |
| Vegyes páros | Kiss Sándor, Bartos Csilla Bp. Spartacus |       | Benyik János, Rózsavölgyi Éva Újpesti Dózsa    |       | dr. Zsiga László, Kiss Nóra Újpesti Dózsa |       |